# فاکتور هفت
فاکنور هفت فاکتورهفت انعقادی یکی از پروتئین (گلیکوپروتئین)های موجود در خون است که در مسیر آبشار انعقادی فعال شده و در نهایت باعث انعقاد خون می‌گردد.

## توصیف
فاکتور هفت یک آنزیم از دسته سرین پروتئازها است. نقش اصلی فاکتور هفت آغاز فرایند انعقاد به همراه فاکتور بافتی(III) است. فاکتور بافتی بر روی رگ‌های خونی یافت می‌شود و به صورت معمول در معرض بافت خونی قرار ندارد. با زخمی شدن رگ، فاکتور بافتی در معرض خون و فاکتور هفت در حال گردش قرار گرفته و بعد از اتصال این دو، فاکتور هفت توسط پروتئازهای مختلف مانند فاکتور دو فعال یا ترومبین فعال شده و فاکتور نه، ده، دوازده و نیز خود کمپلکس فاکتور بافتی-فاکتور هفت فعال می‌گردد.

## ژنتیک
ژن فاکتور هفت بر روی کروموزوم ۱۳ قرار دارد. (13q34)

## نقش در بیماری‌ها
بیماری کمبود فاکتور هفت یک بیماری نادر است. این بیماری شبیه بیماری هموفیلی بوده و درمان آن با تجویز داروی نوترکیب آریوسون یا نوسون صورت می‌گیرد.
آریوسون (AryoSeven) یک ماکرو مولکول پروتئینی (گلیکوپروتئینی) است که با تکنولوژی دی ان ای نوترکیب و با استفاده از سلول‌های کلیه نوزاد همستر (بی اچ کی) تولید می‌گردد. این داروی نوترکیب از نظر ساختار مولکولی و فعالیت بیولوژیکی مشابه فاکتورهفت انعقادی فعال استخراج شده از پلاسمای انسانی می‌باشد.

## مکانیسم اثر
این دارو باعث فعال شدن مسیرخارجی آبشار انعقادی در جریان خون می‌گردد. در مسیر خارجی کمپلکس این فاکتور و فاکتور بافتی موجب فعال شدن فاکتور X می‌گردند. در بیماران مبتلا به هموفیلی مادرزادی آ و ب که مبتلا به کمبود فاکتورهای انعقادی هشت و نه می‌باشند به‌طور معمول درهنگام بروز اپیزود خونریزی یا جهت پیشگیری از خونریزی حین عمل جراحی، فاکتورهای انعقادی هشت و نه تزریق می‌گردد. تعدادی از این بیماران در طول زمان و در اثر دریافت مکرر این فاکتورها شروع به ساختن آنتی بادیهای مهارکننده یا خنثی‌کننده نسبت به آن‌ها می‌کنند.
این مهارکننده‌ها به تدریج به سطحی می‌رسد که تمام فاکتور انعقادی هشت و نه تزریق شده به بیماررا خنثی کرده و مانع از تأثیر انعقادی آن‌ها می‌گردند. در این حالت مصرف فاکتور هفت انعقادی فعال شده در دوزهای نسبتاً «بالا(۹۰–۱۲۰ µg/kg) در این بیماران با دورزدن (بای پس کردن) فاکتورهای انعقادی هشت و نه در مسیر آبشار انعقادی باعث فعال شدن فرایند انعقاد خون ونهایتا» قطع خونریزی فعال دراین بیماران می‌گردد

The coagulation cascade.

## موارد مصرف فرم دارویی
- بیماران هموفیلی مادرزادی دارای آنتی بادی خنثی کننده
- بیماران مبتلا به هموفیلی اکتسابی
- بیماران دچارکمبود مادرزادی فاکتورهفت
- بیماران مبتلا به ترمبوآستنی گلانزمن
- مصرف به صورت آف لیبل برای بیمارانی که دچار خونریزی‌های حاد ناشی از تروما شده‌اند